# Zamri, umri, voskresni!
Zamri, umri, voskresni! (rusko Замри, умри, воскресни, slovensko: Stoj, umri, ponovno vstani) je sovjetski črno-beli dramski film iz leta 1990, ki ga je režiral in zanj napisal scenarij Vitalij Kanevski. V glavnih vlogah nastopajo Dinara Drukarova, Pavel Nazarov, Jelena Popova, Valerij Ivčenko, Vjačeslav Bambušek in Vadim Jermolajev. Zgodba je delno avtobiografska in prikazuje življenje dveh otrok v odmaknjenem rudarskem sibirskem mestu, kjer se prebijata skozi revščino in težave s pomočjo prijateljev in smisla za humor.
Premierno je bil prikazan maja 1990 v programu Un Certain Regard Filmskega festivala v Cannesu, kjer je osvojil nagrado zlata kamera za najboljši prvenec (francosko Caméra d'Or). Osvojil je tudi evropski filmski nagradi za scenarij (Kanevski) in odkritje leta (Nazarov) ter bil nominiran še za mladinski film (Kanevski) in scenografijo (Jurij Pašigorev). Na Cahiers du Cinéma je bil izbran med deset filmov leta, osvojil je Nagrado Independent Spirit za tuji film leta, nagrado za najboljši film na Mednarodnem filmskem festivalu v Ghentu in bil nominiran za nagradi Nika za najboljši film in režijo.

## Vloge
- Dinara Drukarova kot Galia
- Pavel Nazarov kot Valerka
- Jelena Popova kot Valerkina mati
- Valerij Ivčenko
- Vjačeslav Bambušek kot Vitka
- Vadim Jermolajev kot ravnatelj